# Salurnis dilina
Salurnis dilina är en insektsart som beskrevs av Medler 1992. Salurnis dilina ingår i släktet Salurnis och familjen Flatidae. Inga underarter finns listade i Catalogue of Life.